# Francisco Fernández de Castro Andrade
Francisco Fernández de Castro Andrade Lignano de Gattinara (Rome, 1613-Madrid, 6 décembre 1662), IXe comte de Lemos, entre autres titres, et vice-roi d'Aragon.

## Biographie
Il est le fils de Francisco Ruiz de Castro (1579-1637) et de son épouse Lucrecia Legnano de Gattinara, duchesse de Taurisano. Il succède à son père en tant que IXe comte de Lemos, VIIe comte d'Andrade, VIIIe comte de Villalba, et VIe marquis de Sarria et comte de Castro et duc de Taurisano, qu'il a hérités du côté de sa mère.
Il est chevalier de l'Ordre de Santiago et gentilhomme de la chambre de Philippe IV d'Espagne. Élu vice-roi d'Aragon, il prête serment le 2 avril 1650 à Saragosse.
En 1654, il est relevé de ses fonctions et, huit ans plus tard, il meurt à Madrid.

## Mariage et descendance
Le 25 mars 1629, il épouse Antonia Girón Enríquez de Rivera, fille de Pedro Téllez de Girón y Velasco, IIIe duc d'Osuna, et de son épouse Catalina Enríquez de Rivera. Avec elle, il a :
- Pedro Antonio Fernández de Castro, qui succède à son père en tant que Xe comte de Lemos, VIIIe comte d'Andrade, etc., et qui est le vice-roi du Pérou.
- Lucrecia De Castro y Portugal, décédée jeune.
- María Luisa de Castro Girón y Portugal, qui épouse Pedro Nuño Colón de Portugal, VIe duc de Veragua et vice-roi de Nouvelle-Espagne.
- María Catalina, religieuse du monastère de la Concepción de Madrid.
- Ana Francisca, religieuse du monastère de la Concepción de Madrid.
- Catalina de Castro et le Portugal, religieuse du monastère de Lerma de las Carmelitas Descalzas de SantaTeresa.